# 토요타 프로박스

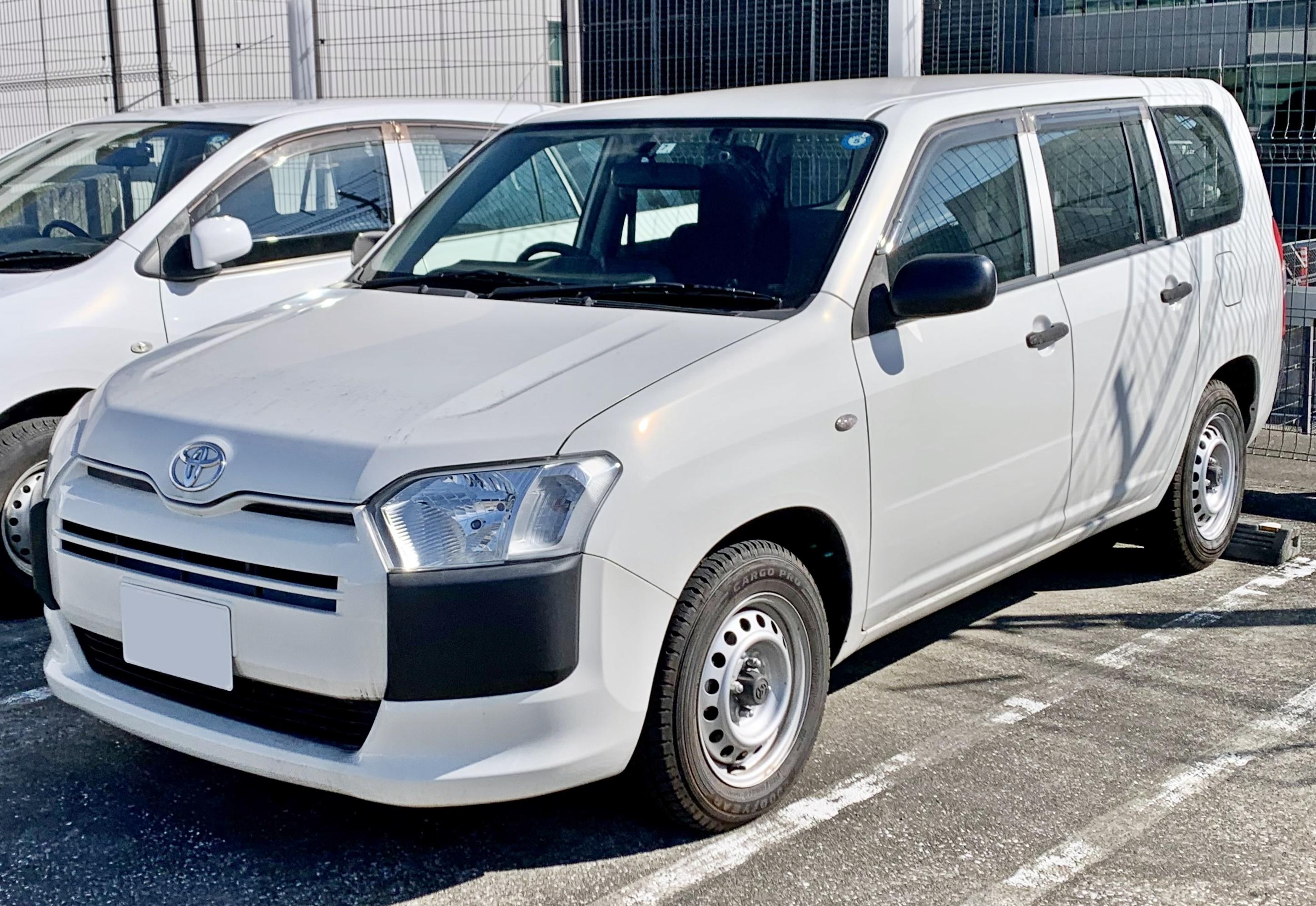

토요타 프로박스(Toyota Probox)는 일본의 자동차 회사인 토요타가 생산, 판매중인 스테이션 왜건형 크로스오버 상용차이다. 구동방식은 전륜구동과 4륜구동이 동시에 제공된다. 같은 플랫폼을 공유하는 석시드의 형제 차종이며, 코롤라 딜러에서만 판매중이다.

## 1세대

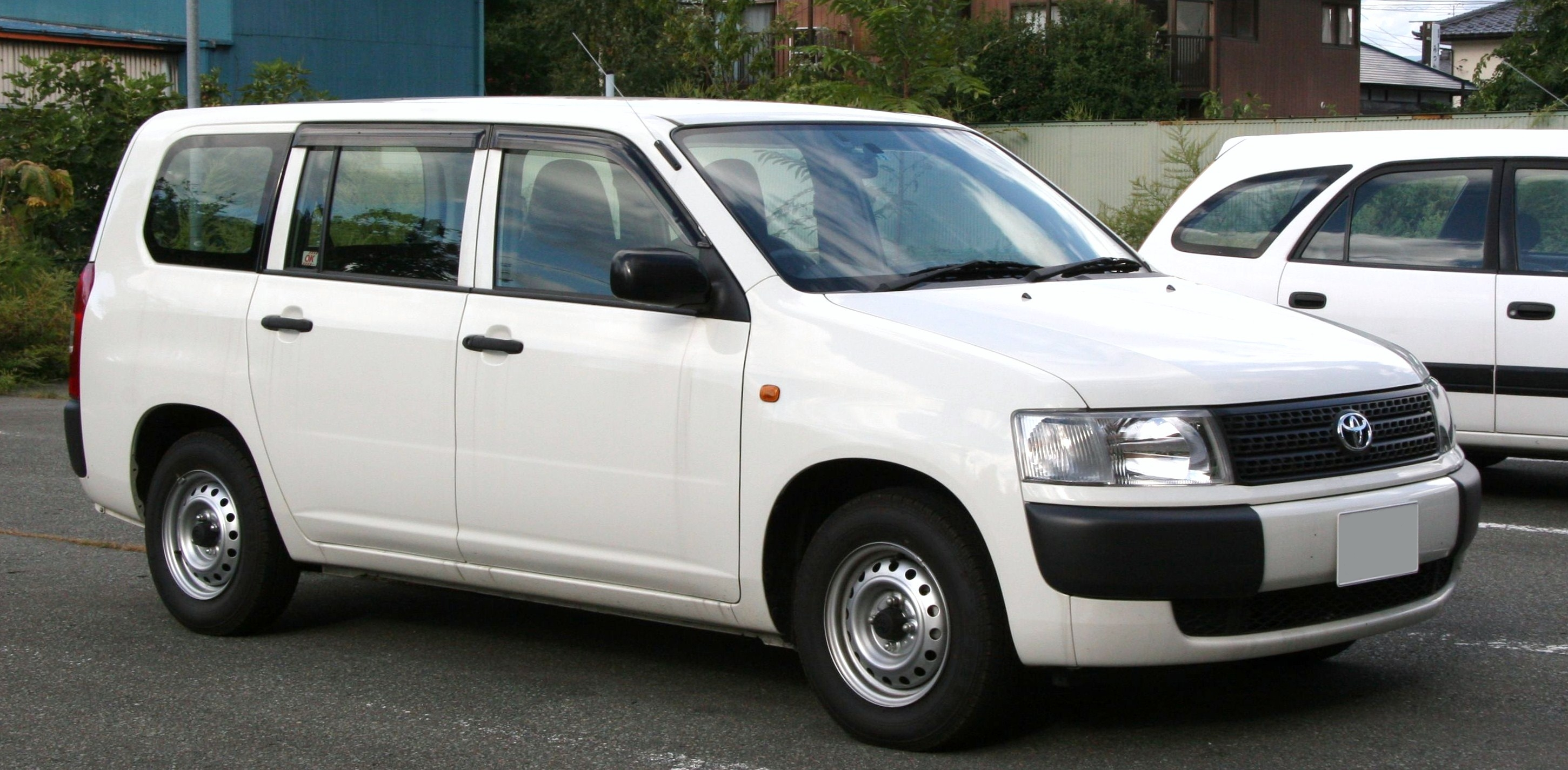
토요타 프로박스 정측면

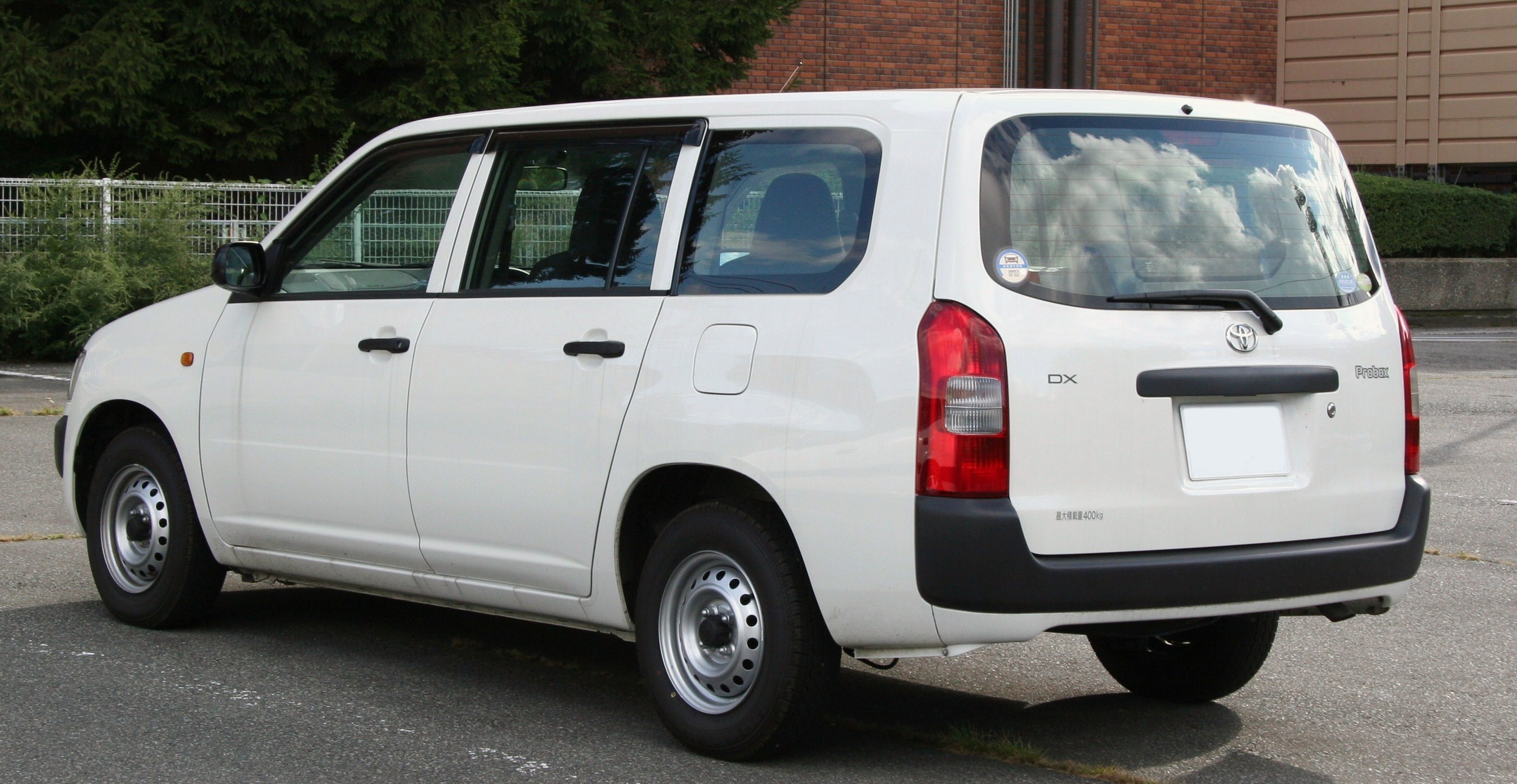
토요타 프로박스 후측면

2002년 7월 2일에 코롤라 밴의 후속 차종으로 출시되었으며, 당시에는 코롤라와 넷츠 딜러에서 판매되었다. 밴과 왜건 모델로 나눠졌으며, 엔진의 경우 밴은 1.3L 2NZ-FE형, 1.5L 1NZ-FE형 가솔린, 1.4L 1ND-TV형 직분식 디젤 터보가 각각 제공되었다. 반면에 왜건은 1NZ-FE형 가솔린 엔진만 장착되었다. 변속기의 경우 1.3L의 2NZ-FE형과 1.5L의 1NZ-FE형 엔진 모델에 4단 자동과 5단 수동이 각각 제공되었으나, 1.4L의 1ND-TV형 직분식 디젤 터보 모델은 5단 수동만 장착되었다. 2003년 4월 17일에 전륜구동 방식에 4단 자동 변속기랑 조합된 1.5L 1NZ-FNE형 CNG 엔진이 추가되었으며, 5월 15일에는 특별 한정 사양인 F 엑스트라 패키지 리미티드, 보냉밴, 냉장밴이 추가되었다. 2004년 4월에는 넷츠 딜러에서 판매가 중단되었다. 2007년 9월 30일에는 1.4L 1ND-TV형 직분식 디젤 터보 엔진 사양이 단종되었다. 페이스 리프트를 감행하지 않고, 일부 부품을 개선한 상태로 판매되다가 2013년 10월 11일에 왜건 모델은 코롤라 필더에 통합되는 형식으로 단종되었으며, 한동안 더 생산되었던 밴 모델도 2014년 8월 6일에 풀 모델 체인지를 감행하면서 단종되었다. 현재 미얀마에서 일부 개체가 중고로 수출되면서 택시로 사용 중이다.

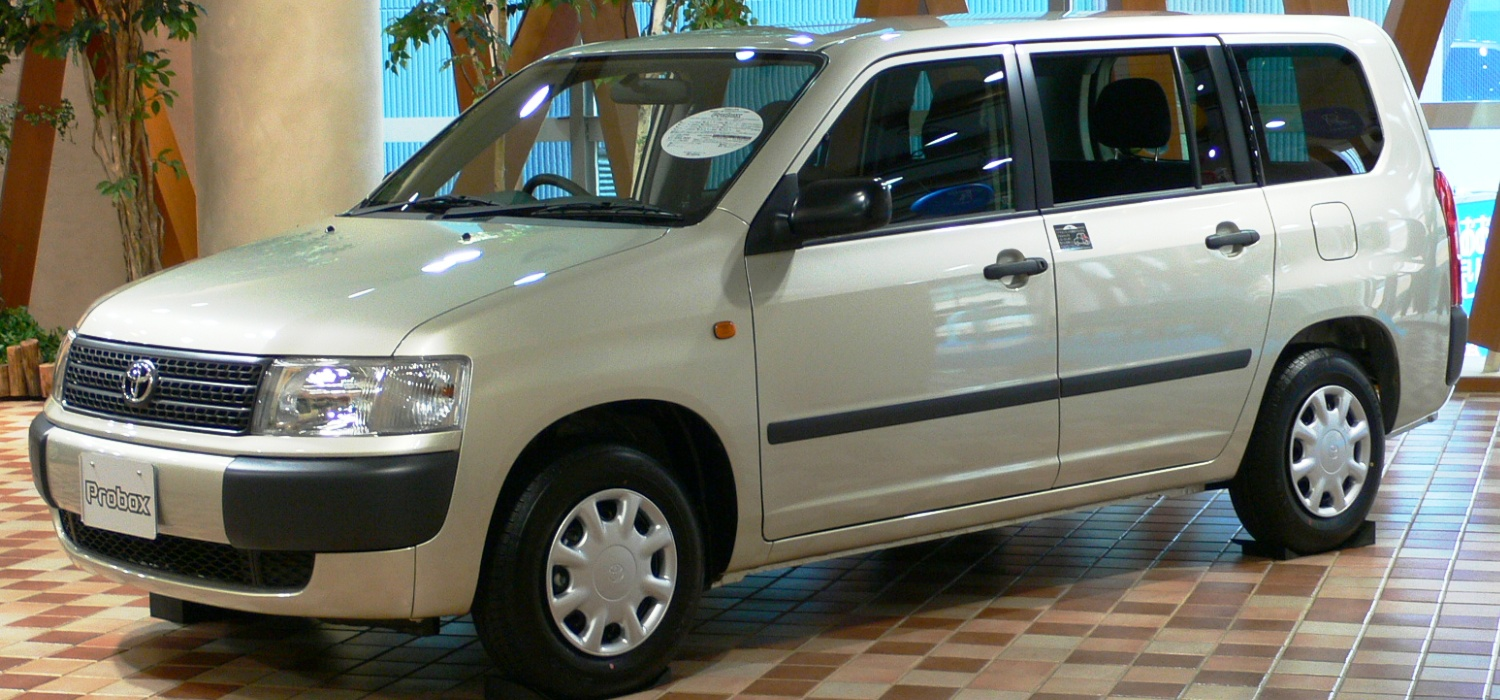
토요타 프로박스 왜건 정측면
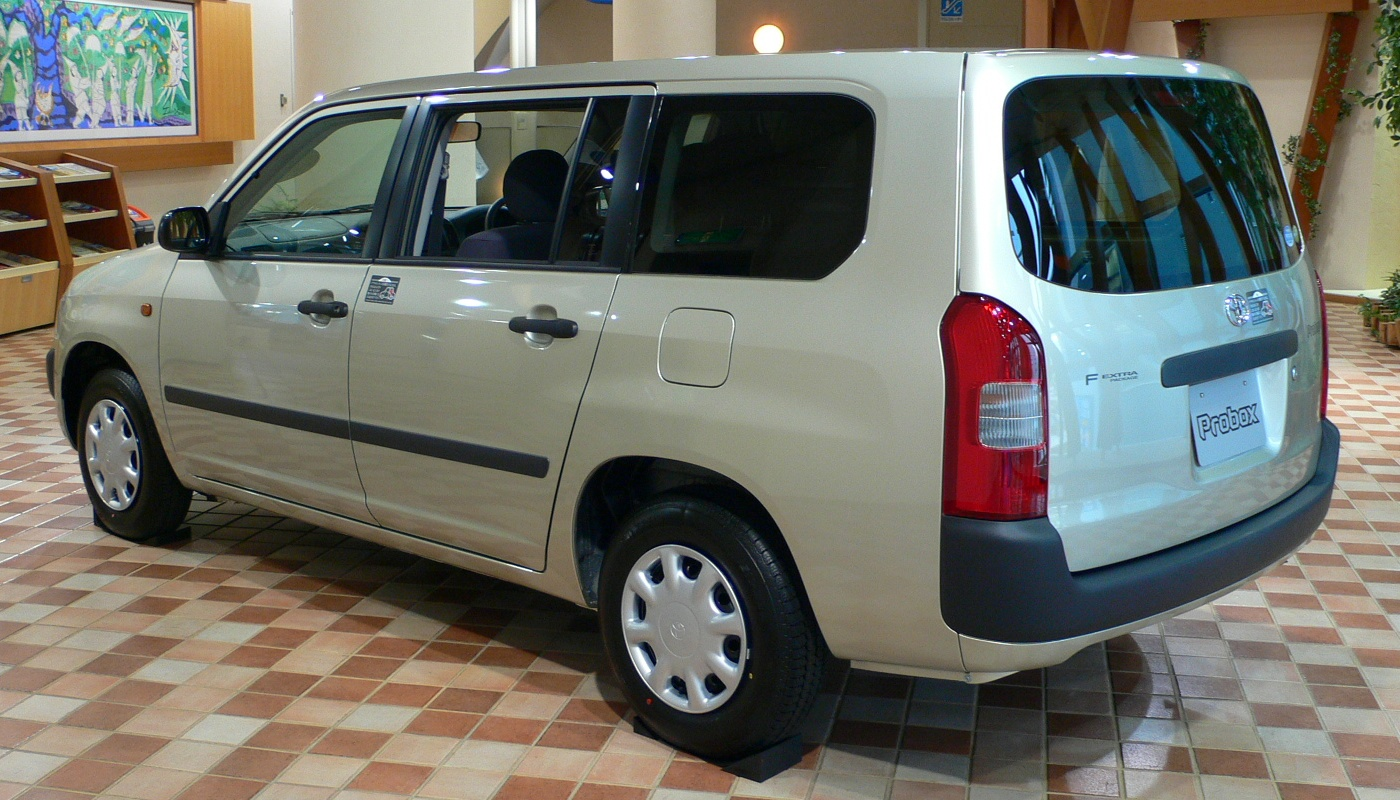
토요타 프로박스 왜건 후측면

### 트림

#### 밴
- GL (전동 접이식 사이드 미러, 앞 좌석 파워 윈도우, 블랙 아웃 (창틀의 흑색 도장)이 기본적으로 장착됨.)
- DX (전기 원격 제어 도어 미러, 운전석 파워 윈도우 등이 장착됨.)
- DX 컴포트 패키지
- DX-J (1.5L 전륜구동 사양 제외, 2005년 8월 1일에 단종)

#### 왜건
- F
- F 엑스트라 패키지
- F 엑스트라 패키지 리미티드

## 2세대

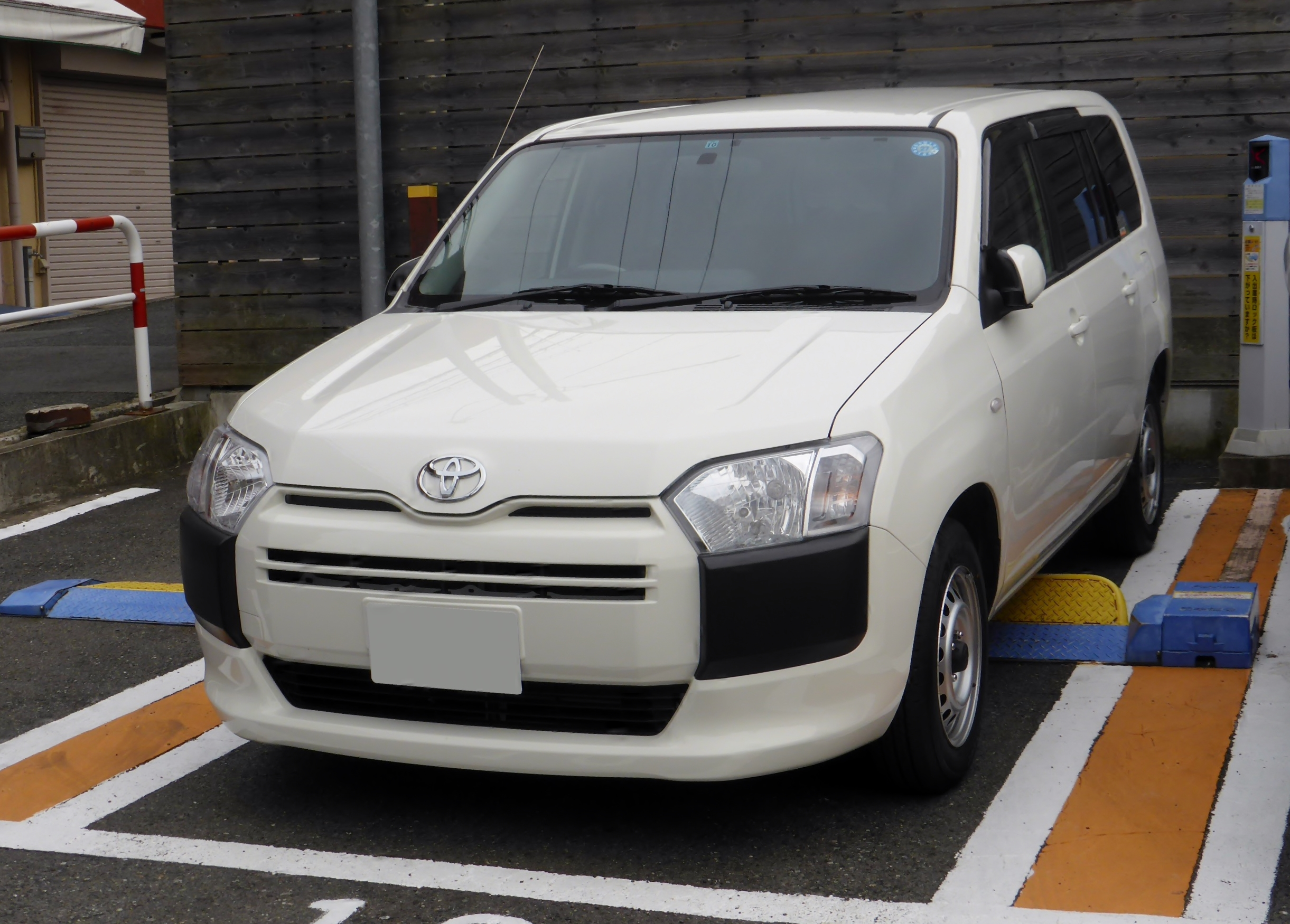
토요타 프로박스 정측면

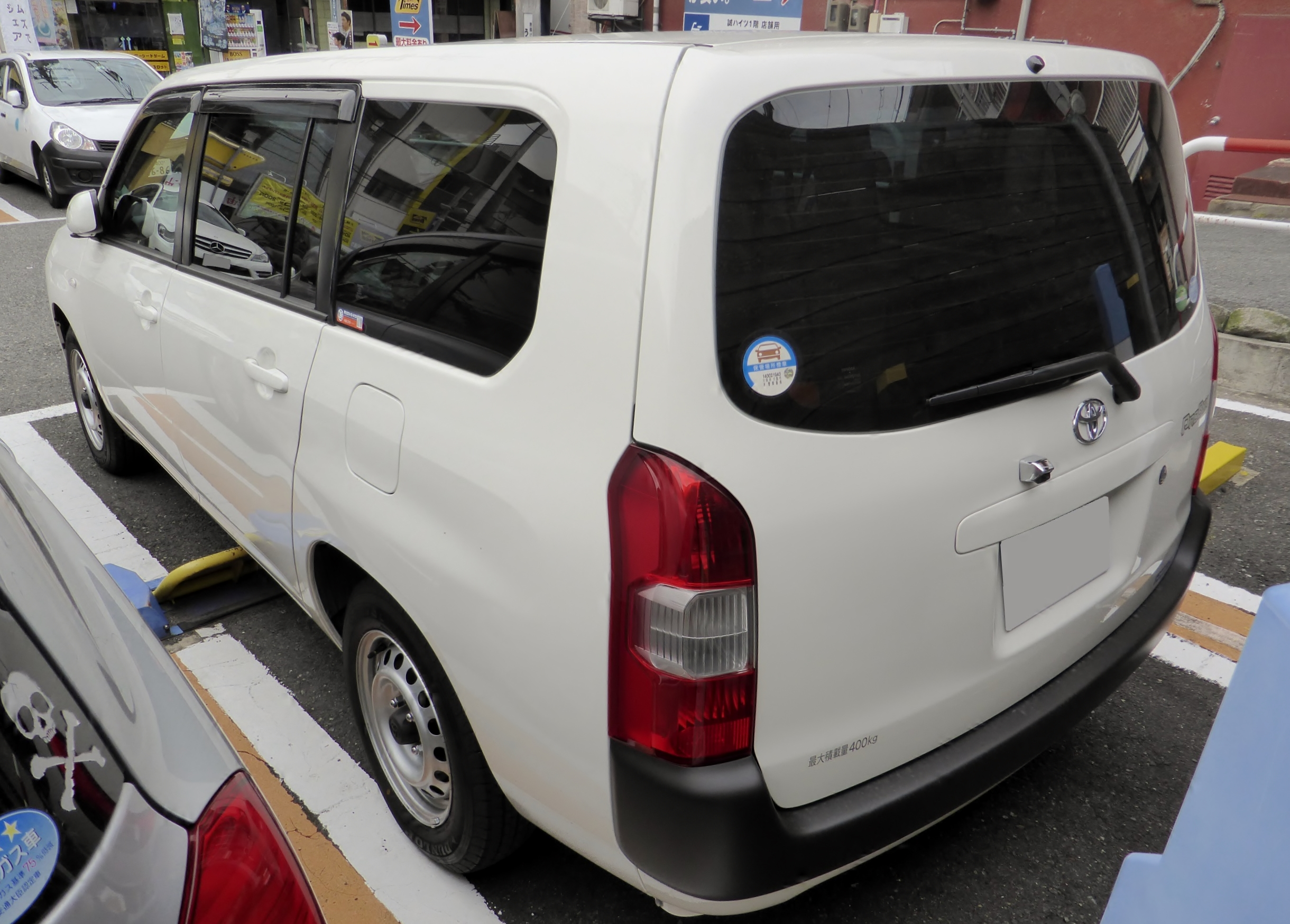
토요타 프로박스 정측면

2014년 8월 6일에 출시되었다. 풀 모델 체인지를 감행했긴 했지만, 1세대 디자인의 일부를 그대로 계승했다. 1NR-FE형 1.3L, 1NZ-FE형 1.5L, 1NZ-FXE형 1.5L 엔진이 각각 제공되었으며, 모두 직렬 4기통 DOHC 형식이다. 전폭과 축거는 1세대와 동일하나, 전장과 전고가 1세대에 비해 조금 늘어났다. 변속기는 4단 자동과 5단 수동 대신 CVT로 교체되었다.

### 트림
- F (직물 시트, 일반적인 헤드레스트, 휠캡 적용)
- GL